# Acacia wilsonii
Acacia wilsonii é uma espécie de leguminosa do gênero Acacia, pertencente à família Fabaceae.